# Puente 5 de Junio
El puente 5 de Junio es un puente en Guayaquil, Ecuador, que atraviesa el Estero Salado y conecta la Avenida Nueve de Octubre con la Carlos Julio Arosemena. El puente actual fue inaugurado en 1958 y está nombrado en honor de la fecha en que inició la Revolución liberal de Ecuador, el 5 de junio de 1895. No obstante, la historia del puente inició en 1872, cuando fue construido uno de madera.
Entre los atractivos turísticos que se han ubicado junto al puente a lo largo de la historia se encuentran los Baños del Salado, el American Park y, en la actualidad, el Malecón del Salado.

## Historia
Los antecedentes del Puente 5 de Junio se remontan a 1842, cuando el entonces gobernador provincial, Vicente Rocafuerte, ordenó la tala del manglar ubicado en la zona para extender la Avenida Francisco, nombre que en ese entonces tenía la actual Avenida Nueve de Octubre. El sector se convirtió luego en un atractivo urbano con la construcción del complejo turístico Baños del Salado.
El primer puente construido en el sitio fue inaugurado el 8 de octubre de 1872, el mismo que era de madera y tenía una extensión de 104 metros. Sin embargo, tanto este puente como el complejo Baños del Salado fueron destruidos en 1883 durante los enfrentamientos entre Eloy Alfaro e Ignacio de Veintimilla. Posteriormente, el puente fue reconstruido por la gestión de Leandro Suárez y Baltazar Aráuz. En 1936, pasó a ser de madera a hormigón.
El Puente 5 de Junio fue inaugurado por el Comité de Vialidad del Guayas el 21 de mayo de 1958 y reemplazó al puente que se ubicaba antes en el sitio, de proporciones más angostas.